# Буркхардт, Марцин
Марцин Буркхардт (пол. Marcin Burkhardt; 25 сентября 1983, Эльблонг, Польша) — польский футболист, полузащитник клуба «Мотор» (Люблин).

## Биография

### Клубная карьера
Воспитанник познанских клубов «Олимпия» и СКС 13. В 2000 году попал в «Амику» из города Вронки. В Экстраклассе дебютировал 16 сентября 2001 года в матче против «Дискоболии» (1:1). Летом 2005 года перешёл в известный польский клуб варшавскую «Легию». Отыграв там 3 сезона, перешёл в шведский «Норрчёпинг». В 2008 году команда вылетала в Суперэттан.
В августе 2009 года перешёл в харьковский «Металлист», подписал с клубом контракт сроком на 3 года. «Металлист» заплатил «Норрчёпингу» 600 тысяч евро за трансфер, а сам Марцин будет получать ежегодную зарплату в размере 300 000 евро. В Премьер-лиге дебютировал 30 августа 2009 года в матче против запорожского «Металлурга» (0:2). Стать основным игроком команды Марцин не сумел и в феврале был отдан в аренду клубу «Ягеллония».
В декабре 2017 года стал игроком команды «Мотор» (Люблин).

### Карьера в сборной
В сборной Польши дебютировал 14 февраля 2003 года в матче против Македонии (3:0).

## Личная жизнь
Его отец Яцек в прошлом профессиональный футболист, а также его младший брат Филипп играет в футбол сейчас он выступает за польский клуб «Сандецья».